# تا ماه اوت
تا ماه اوت (انگلیسی: Until August) رمانی از نویسنده کلمبیایی گابریل گارسیا مارکز است که پس از مرگ نویسنده و در نود و هفتمین سالگرد تولد او در ماه مارس ۲۰۲۴ منتشر شد. این کتاب توسط نشر آریابان در ایران با ترجمه فرزام حبیبی اصفهانی د رتیرماه 1403عرضه شد.